# Paolo Benedetti
Paolo Benedetti (Pisa, 1º aprile 1961) è un ex calciatore italiano.

## Biografia
Sposato, padre di un bambino, vive a Pisa. Nella città toscana ha aperto un centro estetico, cui si dedica insieme alla moglie.

## Caratteristiche tecniche
Nella sua carriera Benedetti ha agito sia da centrocampista di spinta, abile nel palleggio quanto nell'interdizione, sia da libero, interpretando il ruolo in modo moderno e intelligente. Abile nei colpi di testa e nei tiri dalla distanza, il suo pezzo forte era la rovesciata. A parte la positiva stagione d'esordio nella Pistoiese, ha vissuto nel Lecce le sue annate migliori, a chiusura di una lunga militanza in Serie A.

## Carriera
Seppur nativo di Pisa, comincia la carriera nelle giovanili della Lucchese. Con la squadra toscana gioca due campionati di Serie C tra il 1978 e il 1980. Nella stagione 1980-81 debutta in serie A con la Pistoiese e alla fine totalizza 25 presenze e 4 gol, fra cui la prima storica rete dei toscani in massima serie (in Pistoiese-Udinese 1-1 del 21 settembre 1980), segnalandosi come mediano concreto ed efficace, tra i giovani più interessanti del campionato.
Seguono una stagione al Napoli e tre al Genoa, l'ultima delle quali disputata in Serie B.
Nell'estate 1985 passa all'Avellino, in Serie A. In tre anni di massima serie, l'ultimo concluso con la retrocessione, con i biancoverdi Benedetti colleziona 75 presenze e 11 gol.
Per la stagione 1988-89 passa al Lecce, dove rimane fino al termine della stagione 1992-93. Con i salentini disputa tre campionati di Serie A (88 presenze e 10 gol) e due di Serie B (63 presenze e 2 reti), diventando uno dei giocatori chiave della squadra.
Dopo qualche anno di inattività, termina definitivamente la carriera in Serie C2 nel Pisa, la squadra della sua città da poco risorta.
Ha totalizzato complessivamente 263 presenze e 28 reti in Serie A.

## Palmarès

### Club
- Torneo Estivo: 1

Avellino: 1986